# Gangnam-dong, Gangneung
Gangnam-dong (koreanska: 강남동)  är en stadsdel i staden Gangneung i provinsen Gangwon i den nordöstra delen av Sydkorea, 170 km öster om huvudstaden Seoul.